# Марторељ (Порторико)
Марторељ (шп. Martorell) град је у америчкој острвској територији Порторико, острвској држави Кариба.

## Демографија
По попису из 2010. године број становника је 2.232, што је 652 (-22,6%) становника мање него 2000. године.
| Група             | 2000.         | 2010.         |
| Белци             | 24 (0,8%)     | 6 (0,3%)      |
| Афроамериканци    | 289 (10,0%)   | 303 (13,6%)   |
| Азијати           | 31 (1,1%)     | 1 (0,0%)      |
| Хиспаноамериканци | 2.854 (99,0%) | 2.223 (99,6%) |
| Укупно            | 2.884         | 2.232         |